# Sphaerolaimus uncinatus
Sphaerolaimus uncinatus är en rundmaskart som beskrevs av Freudenhammer 1970. Sphaerolaimus uncinatus ingår i släktet Sphaerolaimus och familjen Sphaerolaimidae. Inga underarter finns listade i Catalogue of Life.